# Саньцзян-Дунський автономний повіт
25°47′00″ пн. ш. 109°36′00″ сх. д. / 25.783333333333° пн. ш. 109.6° сх. д.
Саньцзян-Дунський автономний повіт (кит. 三江侗族自治县, пін. Sānjiāng Dòngzú Zìzhìxiàn) — один із повітів КНР у складі префектури Лючжоу, Гуансі-Чжуанський автономний район. Адміністративний центр — містечко Гуї.

## Географія
Саньцзян-Дунський автономний повіт лежить на висоті близько 180 метрів над рівнем моря на півночі префектури.

### Клімат
Повіт знаходиться у зоні, котра характеризується вологим субтропічним кліматом. Найтепліший місяць — липень із середньою температурою 27,4 °C. Найхолодніший місяць — січень, із середньою температурою 7,4 °С.
| Клімат повіту Саньцзян-Дун | Клімат повіту Саньцзян-Дун | Клімат повіту Саньцзян-Дун | Клімат повіту Саньцзян-Дун | Клімат повіту Саньцзян-Дун | Клімат повіту Саньцзян-Дун | Клімат повіту Саньцзян-Дун | Клімат повіту Саньцзян-Дун | Клімат повіту Саньцзян-Дун | Клімат повіту Саньцзян-Дун | Клімат повіту Саньцзян-Дун | Клімат повіту Саньцзян-Дун | Клімат повіту Саньцзян-Дун | Клімат повіту Саньцзян-Дун |
| Показник                   | Січ.                       | Лют.                       | Бер.                       | Квіт.                      | Трав.                      | Черв.                      | Лип.                       | Серп.                      | Вер.                       | Жовт.                      | Лист.                      | Груд.                      | Рік                        |
| Середній максимум, °C      | 11,3                       | 13,4                       | 17,4                       | 23,6                       | 27,9                       | 30,7                       | 32,8                       | 33,3                       | 30,7                       | 25,2                       | 20,2                       | 14,8                       | 23,4                       |
| Середня температура, °C    | 7,4                        | 9,4                        | 13                         | 18,6                       | 22,7                       | 25,7                       | 27,4                       | 27,2                       | 24,5                       | 19,6                       | 14,5                       | 9,4                        | 18,3                       |
| Середній мінімум, °C       | 4,8                        | 6,9                        | 10,2                       | 15,3                       | 19,2                       | 22,5                       | 23,9                       | 23,6                       | 20,6                       | 16,1                       | 11                         | 6                          | 15                         |
| Норма опадів, мм           | 53.9                       | 72.3                       | 94.5                       | 146.9                      | 250.2                      | 308.1                      | 249.3                      | 144.1                      | 66.5                       | 70.7                       | 62.8                       | 38.3                       | 1557.6                     |
| Вологість повітря, %       | 79                         | 80                         | 81                         | 82                         | 83                         | 84                         | 83                         | 82                         | 79                         | 80                         | 79                         | 77                         | 80.8                       |
| -------------------------- | -------------------------- | -------------------------- | -------------------------- | -------------------------- | -------------------------- | -------------------------- | -------------------------- | -------------------------- | -------------------------- | -------------------------- | -------------------------- | -------------------------- | -------------------------- |
| Джерело: data.cma.cn       |                            |                            |                            |                            |                            |                            |                            |                            |                            |                            |                            |                            |                            |